# Tinódi-lant
A Tinódi-lant 1999-ben alapított magyar zenei és irodalmi díj.
A régi magyar énekelt vers előadásában legkiválóbb énekes előadók kitüntetésére alapította a Magyar Régizenei Társaság (MRZT), Molnár Pál újságíró javaslatára. A díj tárgya egy körülbelül 100 ezer forint értékű koboz, amely 13 alkalommal került átadásra.
A Díjat, egy külön erre a célra készült kobzot, kezdetben október 20-án, Balassi Bálint születés-napján, a Régi Magyar (énekelt) Vers Ünnepe alkalmából rendezett hangversenyen adták át Budapesten, néhány évig a Magyar Rádió Márványtermében, majd a Petőfi Irodalmi Múzeum dísztermében.
Az átadás 2010 óta január 19-ére, szent Sebestyén napjának előestéjére került át, amely a MRZT szándékai szerint egyben a Régi Magyar (epikus) Költészet Napja is lett. 

## Megszüntetése
A Tinódi-lant díjat a kuratórium egyhangú döntéssel, pénzügyi okok miatt megszüntette. A döntés meghozatalában az is közrejátszott, hogy már harmadik éve nem találtak a díj követelményrendszerének megfelelő jelöltet (historikus előadásmód stb). A kuratórium azt is kimondta, hogy ha az anyagi feltételek fennállnak, illetőleg alkalmas jelöltet is találunk, új régizenei-irodalmi díjat alapítunk a régi magyar énekelt vers előadóinak elismerésére.

## Díjazottak
- 1999. Szabó István lantművész
- 2000. L. Kecskés András lantművész
- 2001. Kuncz László(wd) énekművész
- 2002. Ferencz Éva énekművész
- 2003. Csörsz Rumen István zenekarvezető
- 2004. Zádori Mária énekművész
- 2005. Kobzos Kiss Tamás énekművész
- 2006. Kátai Zoltán énekmondó
- 2007. Deák Endre lantművész
- 2008. Virágh László zeneszerző
- 2009. Babrik József énekművész posztumusz és Buda Ádám énekművész
- 2010. Szvorák Katalin énekművész
- 2011. Róka Szabolcs énekmondó

A Tinódi-kuratórium döntése értelmében posztumusz elismerésként oklevelet kapott a legigényesebb Tinódi-monográfiát író Szakály Ferenc történész.
A kuratórium tagjai Molnár Pál (titkár), Szentmártoni Szabó Géza, Virágh László (elnök), Zelnik József és a kitüntetett művészek.
A kuratórium és a kitüntetett művészek 2006 januárjában Budán, Tinódi születésének félezredik évfordulója alkalmából zenés ünnepséget tartottak. Itt Kobzos Kiss Tamás és Kuncz László idézte föl a XVI. század első felének magyar kiválóságát verseinek avatott eléneklésével, jelentős közönségsikert aratva.
A kuratórium 2009-ben eldöntötte, hogy október 20-áról, Balassi Bálint születésnapjáról január 19-ére, a Sebestyén nap előestéjére teszik át a lantátadás időpontját, így eggyel több alkalmat teremtve arra, hogy régizenét hallgathasson az erre szomjazó közönség.